# India francesa
India francesa es el nombre general de las antiguas posesiones francesas en la India entre 1668 y 1954; a partir de 1816 su nombre oficial fue Establecimientos Franceses de la India (del francés: Établissements français de l'Inde). Estos territorios incluían Pondicherry (en francés, Pondichéry o Pondicherry), Karaikal y Yanam en la Costa de Coromandel; Mahé en la Costa de Malabar; y Chandernagor en Bengala. Adicionalmente estaban algunos establecimientos (loges) localizados en Balasore, Cossimbazar, Yougdia, Daca, Patna, Machilipatnam, Kozhikode y Surat, pero solo eran considerados remanentes de factorías francesas.
El dominio francés en la India alcanzó su punto máximo en 1750 con una superficie total de 1,5 millones de km² y una población total de 100 millones de personas en 1750. El área total en 1936 abarcaba 510 km², de los cuales 293 km² pertenecían al territorio de Pondicherry. En 1901, la población total alcanzaba los 273 185 habitantes. En 1936, la población se estimaba en 298 851 habitantes (la gran mayoría compuesta por nativos), de los cuales 187 870 (63%) vivían en Pondicherry, incluidos 70 franceses permanentes (administradores, comerciantes y religiosos) y un poco menos de 130 occidentales de origen europeo, americano o australiano.

## Historia

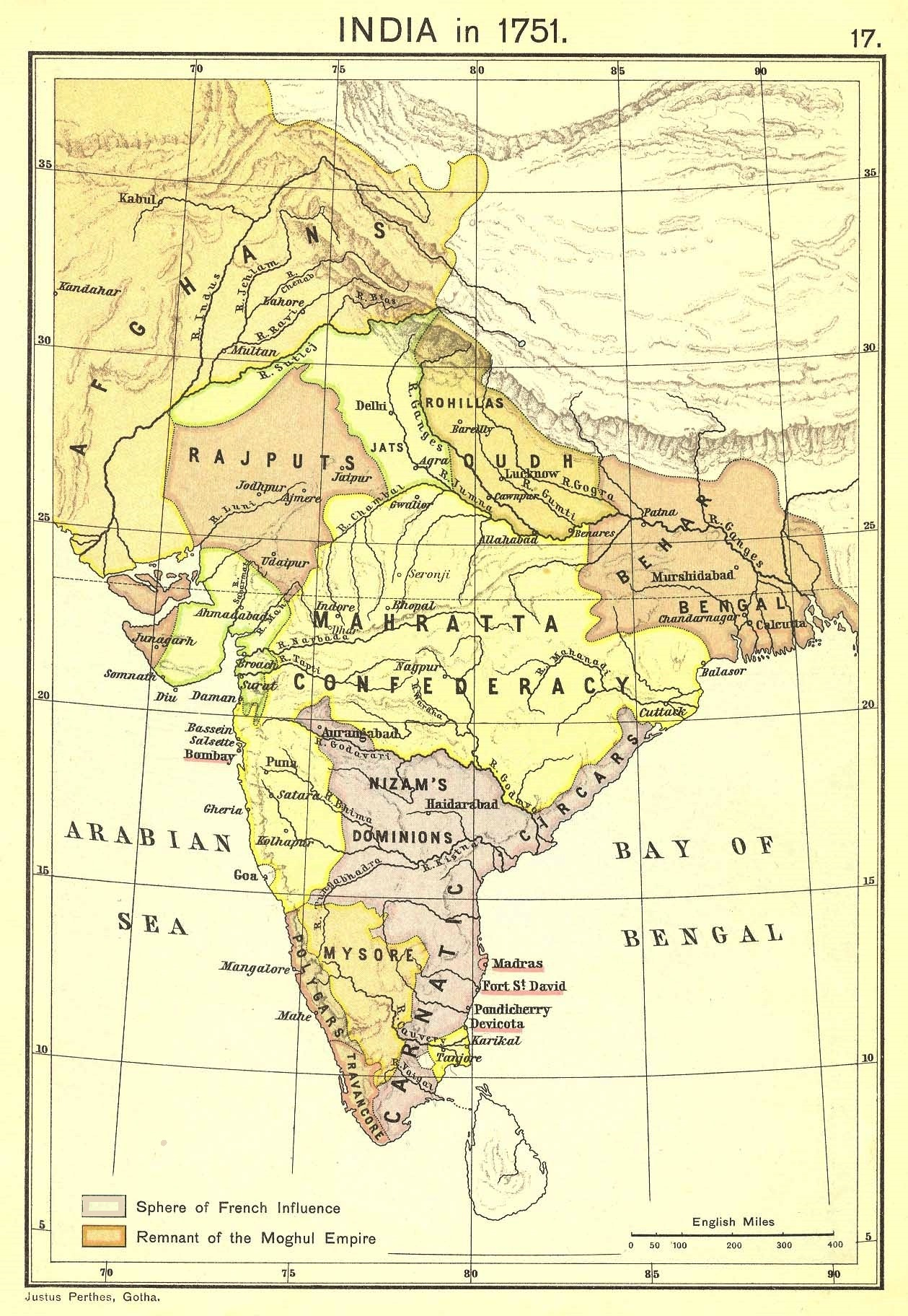
Influencia francesa en la India hacia 1751.

La primera expedición francesa hacia la India se cree que tuvo lugar en el reinado de Francisco I, cuando dos barcos partieron de Le Havre en dirección a Oriente, pero no se supo su suerte. En 1604 se intentó establecer una compañía de parte de Enrique IV, pero fracasó el proyecto. El primer intento exitoso fue en 1615, cuando se enviaron dos barcos hacia la India, en donde uno pudo regresar a Francia.
Con la fundación de la Compañía francesa de las Indias Orientales en 1642, bajo el auspicio del Cardenal Richelieu y reconstruida por Jean-Baptiste Colbert en 1664, se logró enviar una expedición a Madagascar. En 1667, la compañía envió otra expedición bajo el comando de François Caron (con la compañía de un persa llamado Marcara), que logró llegar a la localidad inda de Surat en 1668 y estableció la primera factoría francesa en la India. En 1669, Marcara logró establecer otra factoría francesa en Masulipatam. En 1672, Saint Thomas fue tomada por los franceses pero luego expulsados por los neerlandeses. La localidad de Chandernagore (actual Chandannagar) fue establecido en 1673, con el permiso del Nawab Asista Khan, el gobernador mogol de Bengala. En 1674, los franceses adquieren la zona de Valikondapuram de parte del sultán de Bijapur, y es en esta zona que fundan la ciudad de Pondicherry.
El 4 de febrero de 1673, un oficial francés de apellido Bellanger, se establece en Pondicherry y da como inicio la etapa colonial francesa en dicha ciudad. En 1674, el primer gobernador, François Martin, comenzó a construir Pondicherry, que originalmente era una pequeña villa de pescadores a una ciudad portuaria. Dada la constante disputa de los franceses con los neerlandeses y británicos, la ciudad de Pondicherry fue tomada por los neerlandeses en 1693, quienes la fortificaron. No fue hasta 1699 cuando Francia retoma la ciudad, según lo acordado en el Tratado de Ryswick del 20 de septiembre de 1697. En 1720, los franceses también pierden el control de las factorías en Surat, Masulipatam y Bantam, que pasan a los británicos.
Entre 1720 y 1741, la presencia francesa en la India era puramente comercial. Los franceses ocupan la ciudad de Yanam en 1723 (a 840 km al noroeste de Pondicherry, en la Costa de Andhra), la ciudad de Mahé en la Costa de Malabar en 1725, y Karaikal en 1739 (a 150 km al sur de Pondicherry). A partir de 1742, los franceses se reenfocan desde un punto de vista político y todas las factorías francesas fueron fortificadas para propósitos de defensa.
Con la llegada del siglo XVIII, la ciudad de Pondicherry se desarrolló de manera considerable. Los gobernadores Pierre Christoph Le Noir (1726-1735) y Pierre Benôit Dumas (1735-1741) lograron expandir el área de Pondicherry. Con la llegada del próximo gobernador Joseph François Dupleix en 1741, planteó la necesidad de erigir un imperio francés en la India, pero sus superiores no estaban interesados en esos planes. En ese momento, las ambiciones francesas tenían conflictos con los intereses británicos en la India, donde hubo un período de escaramuzas militares y conspiraciones políticas. Bajo el comando del Marqués de Bussy-Castelnau, el ejército de Dupleix controló exitosamente el área entre Hyderabad y Cabo Comorín. No obstante, con la llegada del británico Robert Clive a la India, frustró los planes de Dupleix de controlar la India. Tras el fracaso de esta acción, el gobernador regresó a Francia.
A pesar de que tanto los británicos como los franceses acordaron no interferir en la política local, continuaron las conspiraciones. Francia intentó recobrar los territorios perdidos, y expulsar a los británicos de la India; logró tomar el distrito de Cuddalore, pero poco después sufre una serie de derrotas que traen como consecuencia la pérdida de la región de Hyderabad, la batalla de Wandiwash, y el sitio de Puducherry en 1760. En 1761 Pondicherry fue destruida totalmente y estuvo en ruinas por cuatro años; y Francia perdería su último territorio en la India.
No fue hasta 1765, que la ciudad fue retornada a soberanía francesa, luego de un tratado de paz con el Reino Unido de Gran Bretaña. El gobernador Jean Law de Lauriston reconstruyó la ciudad a partir de las ruinas y en cinco meses, se erigieron 200 casas europeas y 2.000 casas tamiles. En los próximos cincuenta años, Pondicherry cambiaría continuamente de soberanía entre los franceses y británicos, a causa de las constantes guerras y tratados de paz que concertaban.
Con el fin de las Guerras Napoleónicas en 1816, los cinco establecimientos de Pondicherry, Chandernagor, Karaikal, Mahé y Yanam y las factorías de Machilipattnam, Kozhikode y Surat serían devueltos a Francia. En ese momento, Pondicherry había perdido gran parte de su antigua gloria, y Chandernagor fue eclipsada como centro comercial por la cercanía del establecimiento británico de Calcuta. Desde este momento la India Francesa no tendría cambios significativos en su territorio dentro de los próximos 138 años. 
El 25 de enero de 1871, mediante un decreto, la India Francesa tendría un consejo general electivo (Conseil général) y consejos locales electivos (Conseil local). El gobernador residía en Pondicherry, y era asistido por un consejo. Existían dos tribunales de primera instancia (Tribunal d'instance) en Pondicherry y Karaikal, una corte de apelaciones (Cour d'appel) en Pondicherry y cinco Magistrados de Paz (Justices de paix). La agricultura en la región consistía en la producción de arroz, tabaco, nuez de betel y vegetales.
Con la independencia de la antigua India Británica en agosto de 1947, empezaron los reclamos de anexar la India Francesa con el nuevo país. Los establecimientos franceses de Machilipatnam, Kozhikode y Surat fueron cedidos a la India en octubre de 1947. Un acuerdo entre Francia y la India en 1948, permitió la realización de un referéndum en las posesiones francesas en la India para determinar su futuro. La Gobernación de Chandernagore fue cedida a la India el 2 de mayo de 1950 y se unió con el estado de Bengala Occidental el 2 de octubre de 1955. El 1 de noviembre de 1954, los cuatro enclaves de Pondicherry, Yanam, Mahé y Karaikal fueron transferidos de facto a la Unión de la India y se convirtieron en el Territorio de la Unión de Pondicherry. La unión de iure de la India Francesa con la India no tendría lugar hasta 1963, cuando el Parlamento de Francia ratificó el tratado con la India.

## Economía y Dominio Francés
Con el objetivo de solucionar la gran escasez de monedas existente durante el reinado de Luis XVI en las economías de las diferentes colonias francesas, se permitió la utilización de monedas francesas, españolas y austriacas. Para permitir su circulación se estampó sobre cada una de ellas una marca que contenía una corona con fecha. Esta curiosa práctica también se realizó durante la Monarquía de Julio Francesa en Pondicherry, que para revalorizar todas las monedas extranjeras que había en circulación se contramarcó un gallo con fecha 1836.

Domino Francés
La India Francesa mantenía el mismo sistema tradicional que el resto de las colonias europeas, fue gobernada por  gobernadores y comisionados representantes del gobierno francés en el territorio, encargados de mantener el orden y administrar la colonia, estos residian en el Raj Niwas o conocido como el palacio del gobernador, ubicado en Puducherry (ciudad), actualmente es usado como la residencia del vicegobernador de Puducherry.